# 邦巴利伊波拉病毒
邦巴利伊波拉病毒（Bombali ebolavirus，BOMV）是絲狀病毒科伊波拉病毒屬的一種病毒，於2018年7月被發表描述，由美國國際開發署PREDICT計畫的研究人員在塞拉利昂邦巴利區的安哥拉无尾蝙蝠與小无尾蝙蝠樣本中發現，2019年此病毒又在肯亞東南部與幾內亞東南部的安哥拉无尾蝙蝠中發現。
邦巴利伊波拉病毒可能可感染人類細胞，但目前尚未知其是否可感染人類致病。